# Alstremerkovité
Alstremerkovité (Alstroemeriaceae) je čeleď jednoděložných rostlin z řádu liliotvaré (Liliales). Starší taxonomické systémy zástupce často řadily do čeledi liliovité v širokém pojetí (Liliaceae s.l.). Podle systému APG III je čeleď brána šířeji a jsou sem řazeny také zástupci čeledi Luzuriagaceae, čeleď je pak dělena na podčeledi Alstroemerieae a Luzuriageae.

## Popis
Jedná o vytrvalé byliny s oddenky či hlízami, někdy i se zásobními kořeny. Listy jsou jednoduché, střídavé, bez listových pochev, řapíkaté, přízemní růžice se nevytváří. Čepele jsou celokrajné, čárkovité až kopinaté, zkroucené a tedy přetočené, žilnatina je souběžná. Květy jsou oboupohlavné, zygomorfní, jednotlivé nebo častěji uspořádané v květenstvích, většinou ve vrcholících, šroubelích či vrcholičnatých okolících, v květenství jsou listeny. Okvětí se skládá ze 6 okvětních lístků, většinou jsou volné, někdy je vnější kruh odlišný od vnitřního je naznačeno dělení na kalich a korunu. Květy jsou často skvrnité. Tyčinek je 6, jsou volné. Gyneceum je srostlé ze 3 plodolistů, je synkarpní, semeník je spodní. Plodem je tobolka, vzácněji až bobule.

## Rozšíření ve světě
Jsou známo 5 rodů a asi 170 druhů. Jsou přirozeně rozšířeny v Jižní a Střední Americe a v Austrálii.

## Zástupci
- alstremerka (Alstroemeria)
- bomarea (Bomarea)
- popnoutka (Luzuriaga)[3]

## Přehled rodů
Alstroemeria, Bomarea, Drymophila, Luzuriaga, Schickendantziella